# NBA sezonul 2024-2025
Sezonul NBA 2024–2025 este cel de-al 79-lea sezon al National Basketball Association (NBA). Sezonul regulat a început pe 22 octombrie 2024 și se va încheiat pe 13 aprilie 2025. NBA organizează pentru a doua oară un turneu în timpul sezonului, numit acum Cupa NBA Emirates între 12 noiembrie și 17 decembrie, toate meciurile, cu excepția finalei, urmând să conteze în clasamentul sezonului regulat. NBA All-Star Game 2025 este programat să aibă loc pe 16 februarie 2025 la Chase Center în San Francisco. Meciurile de recalificare (Turneul Play-in) se vor desfășura în perioada 15-18 aprilie, iar play-off-ul va începe pe 19 aprilie.

## Tranzacții

### Retrageri
- La 2 iulie 2024, Kemba Walker și-a anunțat retragerea din baschetul profesionist.[4] El s-a alăturat echipei Hornets ca antrenor de dezvoltare a jucătorilor în ziua următoare.[4][5]
- La 1 august 2024, Gordon Hayward s-a retras din baschetul profesionist.[6][7]
- La 15 august 2024, Joe Harris s-a retras din baschetul profesionist.[8]
- La 26 septembrie 2024, Derrick Rose s-a retras din baschetul profesionist. El a jucat pentru șase echipe diferite în cariera sa de 16 ani și a fost numit cel mai valoros jucător din NBA (MVP) în 2011 pe când se afla la Chicago Bulls.[9]
- La 29 septembrie 2024, AJ Griffin și-a anunțat retragerea din baschetul profesionist pentru a urma o carieră în domeniul religios.[10]
- La 2 octombrie 2024, Ish Smith a fost angajat ca scouter profesionist pentru Washington Wizards, încheindu-și astfel cariera de jucător. Smith a jucat pentru 13 echipe în cei 14 ani petrecuți în NBA, și a câștigat un campionat în 2023 cu Denver Nuggets.[11]
- La 10 octombrie 2024, Danny Green s-a retras din baschetul profesionist. Green a jucat pentru șase echipe diferite în cariera sa de 14 ani și este unul dintre cei patru jucători care au câștigat campionatul NBA cu trei echipe diferite.[12]

### Schimbări de antrenori
| Echipa                         | Sezonul 2022–2023              | Sezonul 2023–2024              |
| Înainte de începerea sezonului | Înainte de începerea sezonului | Înainte de începerea sezonului |
| ------------------------------ | ------------------------------ | ------------------------------ |
| Brooklyn Nets                  | Kevin Ollie (interim)          | Jordi Fernández                |
| Charlotte Hornets              | Steve Clifford                 | Charles Lee                    |
| Cleveland Cavaliers            | J. B. Bickerstaff              | Kenny Atkinson                 |
| Detroit Pistons                | Monty Williams                 | J. B. Bickerstaff              |
| Los Angeles Lakers             | Darvin Ham                     | JJ Redick                      |
| Phoenix Suns                   | Frank Vogel                    | Mike Budenholzer               |
| Washington Wizards             | Brian Keefe (interimar)        | Brian Keefe                    |

## Sezonul regulat

### Clasamente sezonul regulat
Actualizat la 21 februarie 2025
| Atlantic Division                   | Atlantic Division | Atlantic Division | Atlantic Division | Atlantic Division | Atlantic Division | Atlantic Division | Atlantic Division |
| vizualizare • discuție • modificare | V                 | Î                 | PCT               | AC                | DE                | MD                | T                 |
| ----------------------------------- | ----------------- | ----------------- | ----------------- | ----------------- | ----------------- | ----------------- | ----------------- |
| Boston Celtics                      | 40                | 16                | 71,4%             | 17-10             | 23-6              | 8-2               | 56                |
| New York Knicks                     | 37                | 18                | 67,3%             | 20-10             | 17-8              | 9-2               | 55                |
| Philadelphia 76ers                  | 20                | 35                | 36,4%             | 10-18             | 10-17             | 3-7               | 55                |
| Brooklyn Nets                       | 20                | 35                | 36,4%             | 9-18              | 11-17             | 2-8               | 55                |
| Toronto Raptors                     | 17                | 38                | 30,9%             | 12-17             | 5-21              | 4-7               | 55                |

| Central Division                    | Central Division | Central Division | Central Division | Central Division | Central Division | Central Division | Central Division |
| vizualizare • discuție • modificare | V                | Î                | PCT              | AC               | DE               | MD               | T                |
| ----------------------------------- | ---------------- | ---------------- | ---------------- | ---------------- | ---------------- | ---------------- | ---------------- |
| Cleveland Cavaliers                 | 45               | 10               | 81,8%            | 25-4             | 20-6             | 9-1              | 55               |
| Indiana Pacers                      | 31               | 23               | 57,4%            | 15-9             | 16-14            | 6-4              | 54               |
| Milwaukee Bucks                     | 30               | 24               | 55,6%            | 19-9             | 11-15            | 6-5              | 54               |
| Detroit Pistons                     | 29               | 26               | 52,7%            | 14-13            | 15-13            | 4-9              | 55               |
| Chicago Bulls                       | 22               | 34               | 39,3%            | 10-19            | 12-15            | 3-9              | 56               |

| Southeast Division                  | Southeast Division | Southeast Division | Southeast Division | Southeast Division | Southeast Division | Southeast Division | Southeast Division |
| vizualizare • discuție • modificare | V                  | Î                  | PCT                | AC                 | DE                 | MD                 | T                  |
| ----------------------------------- | ------------------ | ------------------ | ------------------ | ------------------ | ------------------ | ------------------ | ------------------ |
| Orlando Magic                       | 28                 | 29                 | 49,1%              | 17-10              | 11-19              | 7-3                | 57                 |
| Miami Heat                          | 25                 | 28                 | 47,2%              | 12-11              | 13-17              | 5-3                | 53                 |
| Atlanta Hawks                       | 26                 | 30                 | 46,4%              | 12-13              | 14-17              | 6-3                | 56                 |
| Charlotte Hornets                   | 14                 | 40                 | 25,9%              | 9-20               | 5-20               | 0-10               | 54                 |
| Washington Wizards                  | 9                  | 45                 | 16,7%              | 5-24               | 4-21               | 5-4                | 54                 |

| Northwest Division                  | Northwest Division | Northwest Division | Northwest Division | Northwest Division | Northwest Division | Northwest Division | Northwest Division |
| vizualizare • discuție • modificare | V                  | Î                  | PCT                | AC                 | DE                 | MD                 | T                  |
| ----------------------------------- | ------------------ | ------------------ | ------------------ | ------------------ | ------------------ | ------------------ | ------------------ |
| Oklahoma City Thunder               | 44                 | 10                 | 81,5%              | 26-3               | 18-7               | 7-2                | 54                 |
| Denver Nuggets                      | 37                 | 19                 | 66,1%              | 20-8               | 17-11              | 6-4                | 56                 |
| Minnesota Timberwolves              | 31                 | 25                 | 55,4%              | 16-13              | 15-12              | 6-3                | 56                 |
| Portland Trail Blazers              | 23                 | 33                 | 41,1%              | 15-14              | 8-19               | 4-8                | 56                 |
| Utah Jazz                           | 13                 | 41                 | 24,1%              | 6-19               | 7-22               | 1-7                | 54                 |

| Pacific Division                    | Pacific Division | Pacific Division | Pacific Division | Pacific Division | Pacific Division | Pacific Division | Pacific Division |
| vizualizare • discuție • modificare | V                | Î                | PCT              | AC               | DE               | MD               | T                |
| ----------------------------------- | ---------------- | ---------------- | ---------------- | ---------------- | ---------------- | ---------------- | ---------------- |
| Los Angeles Lakers                  | 33               | 21               | 61,1%            | 19-7             | 14-14            | 9-3              | 54               |
| Los Angeles Clippers                | 31               | 24               | 56,4%            | 19-10            | 12-14            | 6-4              | 55               |
| Sacramento Kings                    | 28               | 27               | 50,9%            | 14-13            | 14-14            | 4-6              | 55               |
| Golden State Warriors               | 28               | 27               | 50,9%            | 15-13            | 13-14            | 1-10             | 55               |
| Phoenix Suns                        | 26               | 29               | 47,3%            | 16-11            | 10-18            | 7-4              | 55               |

| Southwest Division                  | Southwest Division | Southwest Division | Southwest Division | Southwest Division | Southwest Division | Southwest Division | Southwest Division |
| vizualizare • discuție • modificare | V                  | Î                  | PCT                | AC                 | DE                 | MD                 | T                  |
| ----------------------------------- | ------------------ | ------------------ | ------------------ | ------------------ | ------------------ | ------------------ | ------------------ |
| Memphis Grizzlies                   | 36                 | 19                 | 65,5%              | 21-6               | 15-13              | 8-4                | 55                 |
| Houston Rockets                     | 34                 | 21                 | 61,8%              | 17-9               | 17-12              | 9-3                | 55                 |
| Dallas Mavericks                    | 30                 | 26                 | 53,6%              | 17-11              | 13-15              | 6-4                | 56                 |
| San Antonio Spurs                   | 24                 | 29                 | 45,3%              | 14-13              | 10-16              | 2-7                | 53                 |
| New Orleans Pelicans                | 13                 | 42                 | 23,6%              | 9-19               | 4-23               | 1-8                | 55                 |

## Play-off
|  | Turul 1            | Turul 1 | Turul 1 |  |  | Semifinalele conferințelor | Semifinalele conferințelor | Semifinalele conferințelor |  |  | Finalele conferințelor | Finalele conferințelor | Finalele conferințelor |  |  | Finala NBA | Finala NBA | Finala NBA |
|  |                    |         |         |  |  |                            |                            |                            |  |  |                        |                        |                        |  |  |            |            |            |
|  |                    |         |         |  |  |                            |                            |                            |  |  |                        |                        |                        |  |  |            |            |            |
|  |                    |         |         |  |  |                            |                            |                            |  |  |                        |                        |                        |  |  |            |            |            |
|  |                    |         |         |  |  |                            |                            |                            |  |  |                        |                        |                        |  |  |            |            |            |
|  |                    |         |         |  |  |                            |                            |                            |  |  |                        |                        |                        |  |  |            |            |            |
|  |                    |         |         |  |  |                            |                            |                            |  |  |                        |                        |                        |  |  |            |            |            |
|  |                    |         |         |  |  |                            |                            |                            |  |  |                        |                        |                        |  |  |            |            |            |
|  |                    |         |         |  |  |                            |                            |                            |  |  |                        |                        |                        |  |  |            |            |            |
|  |                    |         |         |  |  |                            |                            |                            |  |  |                        |                        |                        |  |  |            |            |            |
|  |                    |         |         |  |  |                            |                            |                            |  |  |                        |                        |                        |  |  |            |            |            |
|  | Conferința de Est  |         |         |  |  |                            |                            |                            |  |  |                        |                        |                        |  |  |            |            |            |
|  |                    |         |         |  |  |                            |                            |                            |  |  |                        |                        |                        |  |  |            |            |            |
|  |                    |         |         |  |  |                            |                            |                            |  |  |                        |                        |                        |  |  |            |            |            |
|  |                    |         |         |  |  |                            |                            |                            |  |  |                        |                        |                        |  |  |            |            |            |
|  |                    |         |         |  |  |                            |                            |                            |  |  |                        |                        |                        |  |  |            |            |            |
|  |                    |         |         |  |  |                            |                            |                            |  |  |                        |                        |                        |  |  |            |            |            |
|  |                    |         |         |  |  |                            |                            |                            |  |  |                        |                        |                        |  |  |            |            |            |
|  |                    |         |         |  |  |                            |                            |                            |  |  |                        |                        |                        |  |  |            |            |            |
|  |                    |         |         |  |  |                            |                            |                            |  |  |                        |                        |                        |  |  |            |            |            |
|  |                    |         |         |  |  |                            |                            |                            |  |  |                        |                        |                        |  |  |            |            |            |
|  |                    |         |         |  |  |                            |                            |                            |  |  |                        |                        |                        |  |  |            |            |            |
|  |                    |         |         |  |  |                            |                            |                            |  |  |                        |                        |                        |  |  |            |            |            |
|  |                    |         |         |  |  |                            |                            |                            |  |  |                        |                        |                        |  |  |            |            |            |
|  |                    |         |         |  |  |                            |                            |                            |  |  |                        |                        |                        |  |  |            |            |            |
|  |                    |         |         |  |  |                            |                            |                            |  |  |                        |                        |                        |  |  |            |            |            |
|  |                    |         |         |  |  |                            |                            |                            |  |  |                        |                        |                        |  |  |            |            |            |
|  |                    |         |         |  |  |                            |                            |                            |  |  |                        |                        |                        |  |  |            |            |            |
|  |                    |         |         |  |  |                            |                            |                            |  |  |                        |                        |                        |  |  |            |            |            |
|  |                    |         |         |  |  |                            |                            |                            |  |  |                        |                        |                        |  |  |            |            |            |
|  |                    |         |         |  |  |                            |                            |                            |  |  |                        |                        |                        |  |  |            |            |            |
|  |                    |         |         |  |  |                            |                            |                            |  |  |                        |                        |                        |  |  |            |            |            |
|  |                    |         |         |  |  |                            |                            |                            |  |  |                        |                        |                        |  |  |            |            |            |
|  |                    |         |         |  |  |                            |                            |                            |  |  |                        |                        |                        |  |  |            |            |            |
|  |                    |         |         |  |  |                            |                            |                            |  |  |                        |                        |                        |  |  |            |            |            |
|  | Conferința de Vest |         |         |  |  |                            |                            |                            |  |  |                        |                        |                        |  |  |            |            |            |
|  |                    |         |         |  |  |                            |                            |                            |  |  |                        |                        |                        |  |  |            |            |            |
|  |                    |         |         |  |  |                            |                            |                            |  |  |                        |                        |                        |  |  |            |            |            |
|  |                    |         |         |  |  |                            |                            |                            |  |  |                        |                        |                        |  |  |            |            |            |
|  |                    |         |         |  |  |                            |                            |                            |  |  |                        |                        |                        |  |  |            |            |            |
|  |                    |         |         |  |  |                            |                            |                            |  |  |                        |                        |                        |  |  |            |            |            |
|  |                    |         |         |  |  |                            |                            |                            |  |  |                        |                        |                        |  |  |            |            |            |
|  |                    |         |         |  |  |                            |                            |                            |  |  |                        |                        |                        |  |  |            |            |            |
|  |                    |         |         |  |  |                            |                            |                            |  |  |                        |                        |                        |  |  |            |            |            |
|  |                    |         |         |  |  |                            |                            |                            |  |  |                        |                        |                        |  |  |            |            |            |
|  |                    |         |         |  |  |                            |                            |                            |  |  |                        |                        |                        |  |  |            |            |            |

* - Câștigătoare de divizie

Litere îngroșate - Câștigătoarea seriei

Litere italice - Are avantajul terenului propriu

## Statistici

### Statistici individuale
| Categorie             | Jucător            | Echipă                 | Statistică |
| --------------------- | ------------------ | ---------------------- | ---------- |
| Puncte pe meci        | Nikola Jokić       | Denver Nuggets         | 31,5       |
| Puncte pe meci        | Tyrese Maxey       | Philadelphia 76ers     | 31,5       |
| Recuperări pe meci    | Ivica Zubac        | Los Angeles Clippers   | 13,5       |
| Pase decisive pe meci | Trae Young         | Atlanta Hawks          | 11,6       |
| Interceptări pe meci  | Jordan Poole       | Washington Wizards     | 3,0        |
| Capace pe meci        | Chet Holmgren      | Oklahoma City Thunder  | 3,5        |
| Turnovers pe meci     | James Harden       | Los Angeles Clippers   | 6,3        |
| Faulturi pe meci      | Aaron Nesmith      | Indiana Pacers         | 4,8        |
| Minute pe meci        | Tyrese Maxey       | Philadelphia 76ers     | 41,9       |
| FG%                   | Jarrett Allen      | Cleveland Cavaliers    | 79,1%      |
| FT%                   | zece sportivi      | zece sportivi          | 100,0%     |
| 3P%                   | Karl-Anthony Towns | New York Knicks        | 72,7%      |
| Eficiență pe meci     | Nikola Jokić       | Denver Nuggets         | 42,3       |
| Double-doubles        | Deandre Ayton      | Portland Trail Blazers | 5          |
| Triple-doubles        | Nikola Jokić       | Denver Nuggets         | 2          |

### Recorduri individuale într-un meci
| Categorie          | Jucător           | Echipă                | Statistică |
| ------------------ | ----------------- | --------------------- | ---------- |
| Puncte             | Paolo Banchero    | Orlando Magic         | 50         |
| Recuperări         | Victor Wembanyama | San Antonio Spurs     | 20         |
| Pase decisive      | James Harden      | Los Angeles Clippers  | 16         |
| Pase decisive      | Nikola Jokić      | Denver Nuggets        | 16         |
| Interceptări       | Dyson Daniels     | Atlanta Hawks         | 5          |
| Interceptări       | Scottie Barnes    | Toronto Raptors       | 5          |
| Interceptări       | Kyle Anderson     | Golden State Warriors | 5          |
| Capace             | Brook Lopez       | Milwaukee Bucks       | 6          |
| Capace             | Chet Holmgren     | Oklahoma City Thunder | 6          |
| Coșuri de 3 puncte | LaMelo Ball       | Charlotte Hornets     | 9          |

### Statistici pe echipe
| Categorie             | Echipă                   | Statistică |
| --------------------- | ------------------------ | ---------- |
| Puncte pe meci        | Boston Celtics           | 125,8      |
| Recuperări pe meci    | Chicago Bulls            | 51,6       |
| Pase decisive pe meci | Golden State Warriors    | 31.6       |
| Interceptări pe meci  | [Oklahoma City Thunder]] | 13.8       |
| Capace pe meci        | Oklahoma City Thunder    | 9,0        |
| Turnovers pe meci     | Toronto Raptors          | 19,0       |
| Faulturi pe meci      | Brooklyn Nets            | 29,2       |
| FG%                   | Cleveland Cavaliers      | 53,9%      |
| FT%                   | Washington Wizards       | 83,5%      |
| 3P%                   | Cleveland Cavaliers      | 41,1%      |
| +/−                   | Golden State Warriors    | +20,4      |